# Onychotillus vittatus
Onychotillus vittatus is een keversoort uit de familie mierkevers (Cleridae). De wetenschappelijke naam van de soort is voor het eerst geldig gepubliceerd in 1945 door Chapin.